# 劉永年
劉永年（？—？），名永平，又名廣益，號永年，一號順理，自稱白龍洞道人。北宋道教金丹派（南宗）的重要人物，被奉為全真道南七真之一。

## 生平
刘永年為張紫陽的門徒。紫陽物化後七年，劉仍晤之於王屋山，後劉於虎丘山成道。
劉永年傳道於翁象川（翁葆光）。翁曾經註解《悟真篇》，主张“性命雙修”。